# Campanula giesekiana
Campanula giesekiana là loài thực vật có hoa trong họ Hoa chuông. Loài này được Vest ex Schult. mô tả khoa học đầu tiên năm 1819.